# 2Fik
2Fik est un artiste multidisciplinaire, né en 1979 à Paris en France et originaire du Maroc. Depuis 2003, il vit à Montréal au Canada.
2Fik travaille sur les questionnements identitaires, politiques et sociaux à travers la photographie et la performance. Sa pratique artistique a démarré en 2005 et se base sur la création de multiples personnage de fiction qu’il incarne lui-même. Depuis toutes ces années, il a développé plus de 100 personnages.

## Biographie
Né à Paris en 1979, 2Fik grandit à Paris au sein d’une famille marocaine musulmane. À l’âge de 8 ans, ils déménagent à Casablanca où il reste jusqu’à ses 16 ans. Il revient ensuite à Paris où il étudie en communication et marketing pendant trois ans.
En 2003, 2Fik choisit de se rendre à Montréal pour l’apparente tranquillité de la ville. Il nourrit ses réflexions sur les questions d’identité et commence sa pratique artistique deux ans plus tard. Le Québec devient dès lors son pays de résidence.
En 2009, il a sa première exposition à la galerie SAS, Équations et idylles identitaires, et participe à l’exposition collective Espèces vulnérables à Montréal, aux côtés de plusieurs artistes en cinéma et arts visuels.
En 2011, Il expose pour la première fois à The Invisible Dog, un centre d’Art de New York.
En 2012, il fait partie d’une exposition collective consacrée à l’autoportrait Extreme Self: Art in the Radical First Person au sein de la SAW Gallery à Ottawa.
En 2013, il présente sa seconde série artistique titrée 2Fik’s Museum, dans laquelle il questionne la sacralisation des tableaux classiques et se les réapproprie en leur donnant un angle propre à sa vision artistique. Cette exposition est montrée pour la première fois à New York en 2013 puis à l’Ambassade de France à Washington DC.
En 2014, il fait partie du Tiger Dublin Fringe Festival en Irlande, soutenu par l’Ambassade de France. Il y réalise une prise de vue de huit heures où il incarne 83 personnages du peintre irlandais Daniel Maclise. La même année, il participe également au festival Art Souterrain où il expose 20 photographies où il se met en scène en reproduisant des mises en scène d’anciens tableaux.
En 2016, il présente 2Fik Court la Chasse-Galerie sur la Place des Festivals à Montréal dans le cadre du Festival TransAmériques. Il performe pendant trois jours en réinterprétant le tableau La Chasse-galerie d’Henri Julien à l’aide de ses personnages qu’il développe et met en scène en direct à chaque jour. La même année, 2Fik fait partie de l’exposition collective Yonder qui aborde les thèmes de la traduction interculturelle et de la construction de l’identité à travers le statut d’immigrant au sein de la Koffler Centre of the Arts à Toronto. C’est le début d’une collaboration avec cette galerie au sein de laquelle il présente également My Name is Ludmilla-Mary, une performance où il met en scène Ludmilla-Mary un personnage de femme à barbe voilée qui se déplace silencieusement dans les espaces publics tout en affichant des messages sur un iPad sur la différence et l’altérité. Cette performance est reprise en Europe, aux États-Unis, ainsi qu'au Canada.
Dans le cadre du Festival TransAmériques de Montréal, 2Fik présente une installation performative à la Place des Arts en 2021. La Romance est pas morte, 2Fik ! est une œuvre sur la représentation de soi sur les applications de rencontre dans laquelle il interprète 100 personnages en huit jours et qu’il fait vivre sur une nouvelle application de rencontres Romance à la 2Fik,. Lors de cette performance, il rencontre 32 personnes via son application.
En 2022, 2Fik s’inspire de l’exposition de Nicolas Party (en) au Musée des Beaux Arts de Montréal pour créer 2Fik à l’Hôtel de l’Amphithéâtre dans le cadre des Rencontres d’Arles en France.
En 2023, il réalise une performance publique High He High Heels avec un groupe de personnes sur la perception des genres dans l’action de porter des talons hauts, dans le cadre du Ciné Danse Caraquet 2023 au Nouveau-Brunswick.

## Processus artistique
Directeur artistique, photographe et modèle, 2Fik prend des autoportraits qu’il monte ensuite ensemble pour créer une mise en scène avec un ou plusieurs personnages, qu’il aura lui-même inventés. Il peut donc se retrouver à plusieurs reprises dans ses œuvres visuelles, présentant différentes attitudes grâce à un certain nombre d’accessoires. Il crée une confusion entre réalité et fiction.
2Fik produit des œuvres photographiques et performatives au Canada et à l’international. En questionnant sa propre identité, il invite les spectateurs et spectatrices à se questionner sur la leur. Il développe sa démarche artistique avec un fond d’humour et de légèreté pour traiter de sujets plus graves qui poussent à la réflexion. L’utilisation de la caricature encourage les débats sur l’universalité, l’égalité homme-femme et l’acceptation de soi comme être unique.

## Les personnages de 2Fik
2Fik a donné des particularités à chacun de ses personnages. Il imagine alors un vécu et des expériences personnelles à chacun.e. La seconde interprétation amène le public à réaliser que ces personnages et leurs situations sont le fruit d’une réflexion de notre société.

## Projets et performances
- 2023 : Nos Montréalités[22], Montréal, QC, Canada
- 2023 : Ramène tes propres talons[21], Caraquet, NB, Canada
- 2023 : The Counter/self[23], Toronto, ON, Canada
- 2022 : 2Fik à l’Hôtel de l’Amphithéâtre[20], Arles, France
- 2021 : La Romance n'est pas morte, 2Fik ![17], Montréal, QC, Canada
- 2021 : Ma Matan(t)e[24], Matane, QC, Canada
- 2019 : My Name is Ludmilla-Mary[25], Northfield, MN, États-Unis
- 2018 : 2Fik : Gear Shifts[26], Northfield, MN, États-Unis
- 2017 : 2Fik, his and other stories[27], Toronto, ON, Canada
- 2017 : The death of Dishonest Abdel[28], Toronto, ON, Canada
- 2016 : 2Fik court la Chasse-Galerie[29], Montréal, QC, Canada

## Installations
- 2021 : La Romance est pas morte, 2Fik ![17]– FTA[30] – Montréal, QC, Canada
- 2017 : The Death of Dishonest Abdel An Honest Farewell[28] – Honest Ed’s – Toronto, ON, Canada
- 2016 : 2Fik Court la Chasse-Galerie – FTA[11] – Montréal, QC, Canada
- 2014 : 2Fik Does Strongbow and Aoife[9] – Dublin Fringe Festival[31] – Dublin, Irlande
- 2013 : Reinterpreting Bukovac Queer Zagreb[32]– Zagreb, Croatie

## Distinctions
- 2017 : Kindle Project’s Makers Muse Award[33]

## Expositions collectives
- 2023 : The Counter/self[23], Musée d’Art de l’Université de Toronto, ON, Canada
- 2016 : Yonder[12], Koffler Gallery, Toronto, ON, Canada
- 2015 : TSG: Fall to pieces[34], Gladstone Hotel[35], Toronto, ON, Canada
- 2014 : Art Souterrain[7], Tunnel Guy Favreau[36], Montréal, QC, Canada
- 2014 : Transgression Now[37], Roundhouse[38], Vancouver, BC, Canada
- 2012 : Extreme Self: Art in the Radical First Person[6], Galerie SAW[6], ON, Ottawa
- 2011: Brise-Glace[39], Place des Arts, Montréal, QC, Canada
- 2010 : Papier 10[37], Contemporary art fair[40], Montreal, QC, Canada
- 2009 : Espèces vulnérables[41],  Eastern Bloc[4], Montréal, QC, Canada